# Волзький сум
Волзький сум (араб. سوم, перс. سم, тат. сум) — вагова та розрахункова одиниця у вигляді срібних човноподібних зливків, вагою 195-204 гр., що було відповідним до ваги ½ арабського ратля (409,512 гр.). Ваговий сум широко використовувався наприкінці XIII і до середини XV ст. на всіх територіях Золотої Орди від східних кордонів до західних і південних, зокрема до території Китаю. Початково із одного сума виготовлялося 120 монет.

## Історія

Волзький сум. Зливок із експозиції Ермітажу № ОН-Р-1-657

Серед матеріалів Тураєвського (Єлабузький район, Татарстан), Суворівського (Кіровська область), Веслянського (Республіка Комі), Кудашівського (Бардимський район, Пермський край) та Красноярського могильників (поблизу басейну річки Тулва (Пермський край) були знайдені бронзові зливки довгастої, круглої та трикутної форм довжиною від 18,1 до 20 см (вага — 95,8-104,8 гр.). За дослідженнями істориків В.Ф. Генінга, Р.Д. Голдіної та А.Г. Мухамадієва такі зливки у I—V ст., н.е. відігравали роль товарних грошей і були завезені на Прикам'є гунами. Наприкінці IX ст. початку XI ст. на територіях Прикам'я, Заволжя та Передуралля ваговими одиницями слугували срібні зливки нерівних форм — трикутні та круглі, які за потреби розрубувалися на частини. Найчастіше такі зливки використовувались в X—XI ст. На Куралівському (Старокуйбишевському) городищі (Республіка Татарстан) були знайдені зливки поруч із ваговими гирями, що свідчить про використання таких зливків на вагу, а не поштучно. Такі шматки срібла використовувалися протягом усього домонгольського періоду. На територіях Спаського та Лаїшевського районів (Татарстан) були знайдені зливки круглої листової форми, які отримали назву «балиші». Такі зливки виготовлялися наприкінці X ст. — початку XII ст. і знаходилися здебільшого поруч з куфічними дирхемами. Знайдені зливки були згорнуті в трубку і їхня вага складала 85,20-93,72 гр. та 200,22-204,256 гр.

## Волзький сум

Волзький сум. Вигляд збоку

На території Заволжя та Передуралля у великих кількостях у скарбах знаходили човноподібні зливки, які дослідники віднесли до XIII—XV ст. Тюркськими мовами слово «сум» (також інші назви сом, саум) означало «чистий». На територіях Волзької Булгарії майже не було срібних родовищ. Після захоплення монголами Хорезму, Бадахшану та ін. міст Мавераннахру та Семиріччя срібло та золото почало надходити у вигляді вагових зливків, зокрема на всі ставки Золотої Орди. Відомі знахідки волзьких сумів у Старому Криму, Чуфут-Калі (Крим, Україна), Шельджі (Казахстан), що свідчило про використання сумів на різних територіях. Матеріалом для вагових одиниць часто слугували старі стерті дирхами. На Кудимкарському городищі (Пермський край, Росія) були знайдені форми у які заливалося розплавлене срібло для виготовлення сумів. Відкритим кінцем форма притулялася до землі.  Також в ті часи ваговою одиницею Волзької Булгарії слугувала і новгородська гривня. В сучасності від історичної назви вагової одиниці походять назви грошових одиниць Узбекистану (сум (узб. so’m (сўм)), Киргизстану (сом (кирг. сом) та Таджикистану (сомоні (тадж. сомонӣ)

## Інші назви
У своїх записах фламандський чернець Віллем Рубрук (Бл. 1215—1270), який досліджував економіку та культуру Золотої Орди, називав зливки «яскотами», (в тюркській мові «ястуґ»). Самі монголи називали зливки «сухами» (укр. сокира (монг. сүх). Флоренційський купець та мандрівник Франческо Пеґолотті (1310—1347), під час своєї мандрівки до Середньої Азії, описував вагові одиниці, які він називав на італійський манер «соммо». В перських та тюркських мовах також зустрічається назва і «балиш» — за назвою ранніх зливків та китайських монет того часу. 